# Кралски астроном
Кралски астроном (на английски: Astronomer Royal) е почетна длъжност в кралския двор на Великобритания. Длъжностите са две, като по-старшата е кралски астроном (от 22 юни 1675 г.), а втората е кралски астроном за Шотландия (от 1834 г.).
Длъжността е създадена от Чарлз II през 1675 г. по същото време, когато основава Гринуичката обсерватория. Той назначава Джон Фламстед, инструктирайки го „незабавно да се ангажира с най-точна грижа и усърдие да коригира на таблиците на движенията на небесата и местата на неподвижните звезди, за да открие толкова желаната географска дължина на местата за усъвършенстването на навигацията“.
Кралският астроном е директор на кралската обсерватория в Гринуич от основаването на длъжността през 1675 г. до 1972 г. Длъжността става почетна титла през 1972 г. без изпълнителната отговорност и създадена отделна длъжност за директор на Гринуичката обсерватория, чрез която да се управлява институцията.
В днешно време кралският астроном получава стипендия от 100 паунда годишно и е член на кралския двор. След разделянето на длъжността, длъжността на кралски астроном като цяло става почетна, макар той да остава наличен за съвети на държавния глава по астрономически и научни въпроси и длъжността да е свързвана с много престиж.

## Кралски астрономи
- 1675 – 1719 Джон Фламстед[2][5]
- 1720 – 1742 Едмънд Халей[2][5]
- 1742 – 1762 Джеймс Брадли[2][5]
- 1762 – 1764 Натаниъл Блис[2][5]
- 1765 – 1811 Невил Маскелин[2][5]
- 1811 – 1835 Джон Понд[2][5]
- 1835 – 1881 Джордж Бидъл Еъри[4][5]
- 1881 – 1910 Уилям Кристи[4][5]
- 1910 – 1933 Франк Дайсън[4][5]
- 1933 – 1955 Харолд Спенсър Джоунс[4][5]
- 1956 – 1971 Ричард ван дер Рит Вули[4][5]
- 1972 – 1982 Мартин Райл[4][5]
- 1982 – 1990 Франсис Греъм-Смит[5]
- 1991 – 1995 Арнолд Волфендейл[5]
- 1995 – днес Мартин Рийс[5]